# Butan
Butanul este un compus organic din categoria alcanilor, o hidrocarbură saturată aciclică, cu o catenă alcătuită din patru atomi de carbon legați prin legături simple. Se poate obține din gazele de sondă, din gazul de cracare dar și din petrol. Se obține prin reacția de adiție a hidrogenului la butene. Formula chimică structurală este CH3-CH2-CH2-CH3. Este un compus gazos în condiții standard de temperatură și presiune.
Denumirea poate fi utilizată pentru a face referire la unul dintre cei doi izomeri de structură ai alcanului cu formula chimică C4H10, adică n-butan și izobutan (denumit și metilpropan), sau la un amestec al celor doi. În nomenclatura IUPAC, termenul este utilizat strict pentru izomerul normal, adică cel care nu prezintă ramificații (catena neramificată).

## Istoric
Denumirea prefixului but-, utilizat atât pentru cei doi izomeri, cât și pentru alți compuși organici cu catenă formată din patru atomi de carbon, provine de la acid butiric, care la rândul său provine de la cuvântul grecesc pentru unt, boutyron.
Butanul a fost descoperit de către chimistul Edward Frankland în 1849. A fost găsit dizolvat în petrolul crud în anul 1864 de către Edmund Ronalds, iar acesta a și descris proprietățile compusului.

## Izomerie
| Denumire comună      | normal-butan n-butan | izobutan i-butan |
| Denumire IUPAC       | butan                | 2-metilpropan    |
| Structură moleculară |                      |                  |
| Structură simplă     |                      |                  |

Butanul este un exemplu de compus care prezintă izomerie conformațională. În urma rotației în jurul legăturii carbon-carbon se obțin doi izomeri de conformație (conformer intercalat și eclipsat) pentru n-butan.

## Proprietăți fizice
Cei doi izomeri sunt compuși extrem de inflamabili, incolori și gazoși, care lichefiază ușor, dar care se vaporizează la temperatura camerei. Au un punct de topire între −140 și −134 °C și un punct de fierbere între −1 și 1 °C.

## Proprietăți chimice

### Oxidare
Combustie / ardere
Butanul suferă aceeași reacție de combustie ca restul alcanilor. În prezență de oxigen în exces (O2), butanul arde formând dioxid de carbon (CO2), apă (H2O) și căldură.
{\displaystyle {\ce {2C4H10 + 13O2 -> 8CO2 + 10H2O + Q}}}
Ardere incompletă
Când cantitatea de oxigen nu este suficientă pentru combustia completă, reacția de oxidare poate să fie o reacție de ardere incompletă, ceea ce duce la formarea de monoxid de carbon:
{\displaystyle {\ce {2C4H10 + 9O2 -> 8CO + 10H2O + Q}}}

### Halogenare
Butanul suferă aceeași reacție de clorurare ca restul alcanilor. Reacția este o substituție radicalică ce duce la formarea unui amestec format în principal din 1-cloro- și 2-clorobutani, dar și din alți derivați policlorurați.

### Alte reacții
n-butanul este utilizat ca materie primă în procesul catalitic (catalizat de fosfat de vanadiu) al DuPont, utilizat pentru prepararea anhidridei maleice:
{\displaystyle {\ce {2 CH3-CH2-CH2-CH3 + 7 O2 -> 2 C2H2(CO)2O + 8 H2O}}}